# Lithobius magurensis
Lithobius magurensis är en mångfotingart som beskrevs av Dobroruka 1971. Lithobius magurensis ingår i släktet Lithobius och familjen stenkrypare.
Artens utbredningsområde är:
- Tjeckien.
- Slovakien.

Inga underarter finns listade i Catalogue of Life.